# Южно-Германский монетный союз
Южно-Германский монетный союз (нем. Süddeutsche Münzverein) — монетный союз, созданный в 1837 году в соответствии с Мюнхенским монетным договором (нем. Münchener Münzvertrag), который подписали государства южной и части центральной Германии. Союз был призван обеспечить унификацию денежных систем участников договора.

## История союза
Согласно данному договору, королевства Бавария, Вюртемберг, герцогства Нассау, Баден, Гессен, а также вольный город Франкфурт в 1837 году унифицировали свои денежные системы. В 1838—1839 годах к союзу присоединились Саксен-Мейнинген, Гогенцоллерн-Зигмаринген, Гогенцоллерн-Хехинген, Гессен-Гомбург и Шварцбург-Рудольштадт.
Основной расчётной весовой единицей, согласно договору, была принята кёльнская марка чистого серебра (233,855 г). Монетная стопа составляла 24,5 гульдена из одной кёльнской марки. Соответственно, 1 гульден содержал около 9,5 г чистого серебра. Разменной монетой стал крейцер. 60 крейцеров составляли 1 гульден. В свою очередь различные государства, входящие в монетный союз, чеканили производные крейцера — 1⁄2 и 1⁄4 крейцера, пфенниги и геллеры.
Ранее циркулировавший кроненталер демонетизирован не был. С введением гульдена он был приравнен к 162 крейцерам. Пересчёт и обмен ранее отчеканенных монет, которые находились в обращении, составлял определённую проблему для государств монетного союза.
Большинство немецких государств, не вошедших в Южно-Германский монетный союз, в 1838 году подписали Дрезденский монетный договор. Таким образом на территории Германского таможенного союза одновременно функционировали две денежные системы. Основной денежной единицей дрезденского монетного союза стал талер. Между талером и гульденом установился чёткий обменный курс. 2 талера приравнивались к 3,5 гульденам. Соответственно, 1 талер северогерманских государств обменивался на 1 гульден 45 крейцеров.
Мюнхенский монетный договор утратил свою силу после введения единой валюты объединённой после франко-прусской войны в 1871 году Германской империи — золотой марки. После объединения 1 гульден обменивался на 1 марку 71 пфенниг.

## Соотношение гульдена и других денежных единиц
- 1 крона = 15 гульденов 54 крейцера[3]
- 1 дукат = 5 гульденов 36 крейцеров[3]
- 1 кроненталер = 2 гульдена 42 крейцера[3]
- 1 конвенционный талер = 2 гульдена 24 крейцера[3]
- 1 союзный талер = 1 гульден 45 крейцеров[3]
- 1 гульден = 1,71 марки[3]